# 長尾由起子
長尾 由起子（ながお ゆきこ、10月22日 - ）は、日本の歌手、作詞家。
Cotton Time（1992年結成、2006年活動休止、2015年活動再開）のボーカルも務め、そのほとんどの作詞も行っている。
現在はゴスペラグループ「ジェリービーンズ」のメンバーとしても活動。

## 主なボーカル作品

### アニメソング
- 遠いオーロラ（OVA「超人ロック ロードレオン」エンディングテーマ） - 1989年

### イメージソング
- 最後のリボン（「月刊おまじないイメージソング あなたもハッピーエンドVol.2」収録） - 1992年

### キッズソング
- 風の歌が聞こえますか（NHK「みんなのうた」カバー） - 1990年
- ゴリラの目ん玉（NHK「みんなのうた」カバー） - 1990年
- 卒業前～10日で100の出来事～（NHK「みんなのうた」カバー） - 1990年
- ポケットの中で（NHK「みんなのうた」カバー） - 1990年
- 夏からのプレゼント（NHK「みんなのうた」カバー） - 1992年
- サッカーボーイ（NHK「みんなのうた」カバー） - 1993年

## 出演

### ドラマ
- 智子と知子（TBS）
- ひとりぼっちの君に（TBS）

### テレビ
- 題名のない音楽会（テレビ朝日）

### CM
- ダイワハウス
- モランボン
- 丸大ハム

### イベント
- 鉄腕アトム生誕記念イベント2003 - 2003年
- 第13回ピュアマンドリン定期演奏会（司会・歌） - 2017年11月25日
- 第14回ピュアマンドリン定期演奏会（司会・歌） - 2018年11月23日
- 第15回ピュアマンドリン定期演奏会（司会・歌） - 2019年11月23日
- 第16回ピュアマンドリン定期演奏会（司会・歌） - 2020年11月23日

### 舞台
- 源氏物語・四季の彩り